# Гамбия (река)
 Тази статия е за реката в Африка.  За държавата вижте Гамбия.  
Гамбия е река в Западна Африка, протичаща през Гвинея, Сенегал и Гамбия и вливаща се в Атлантическия океан. Дълга е 1130 km, а площта на водосборния ѝ басейн е 77 054 km². Река Гамбия води началото си от централните части на платото Фута Джалон на 990 m н.в., в западната част на Гвинея. До границата със Сенегал тече в северна посока и е типична планинска река с бързеи и прагове. На териториите на Сенегал и Гамбия тече в северозападна и западна посока през обширна заблатена низина, като коритото ѝ изобилства от меандри, отделни ръкави и острови, а течението ѝ е бавно и спокойно. Влива се в Атлантическия океан чрез естуар, дълъг над 100 km и широк около 20 – 30 km. Основни притоци: леви – Тиокой, Кулунту (396 km); десни – Унди, Ниери Ко, Сандугу, Ниоколо Коба (247 km), Няниджи Болон. Пълноводието ѝ е от юни до октомври. Средният годишен отток на реката е около 2000 m³/s. Морските приливи се изкачват на 150 km нагоре от устието ѝ. По време на маловодието е плавателна на 350 km от устието си, а по време на пълноводието – до границата с Гвинея за плитко газещи речни съдове. Река Гамбия е най-важната транспортна артерия в Република Гамбия. Долината ѝ е много гъсто населена, като най-големите селища са градовете Балангар, Кунтаур, Мак Карти, а в устието – столицата на Гамбия Банджул.